# Santini SMS
Santini SMS 是一個義大利自行車服品牌，全名為「Santini Maglificio Sportivo」。由Pietro Santini在1965年於義大利拉廖成立。創辦人少年喜歡騎車，後來接手姊姊們的紡織廠，轉型成為製作及設計自行車服飾，並堅持產品線留在義大利本土生產。

## 自行車服製造商

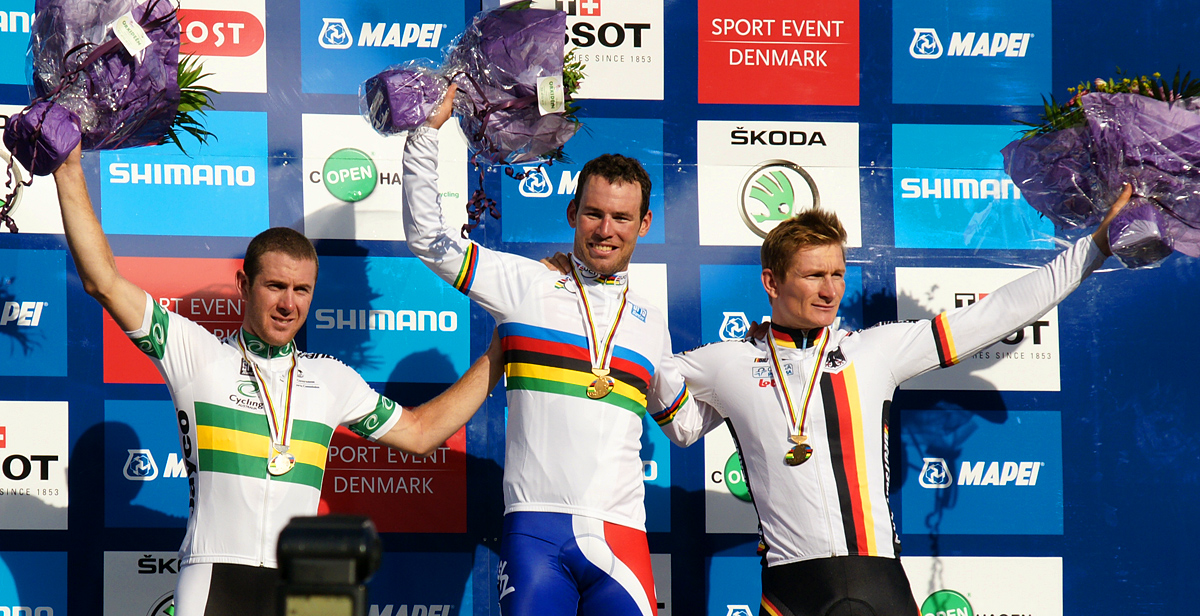
Santini SMS製作的UCI冠軍衫－彩虹衫

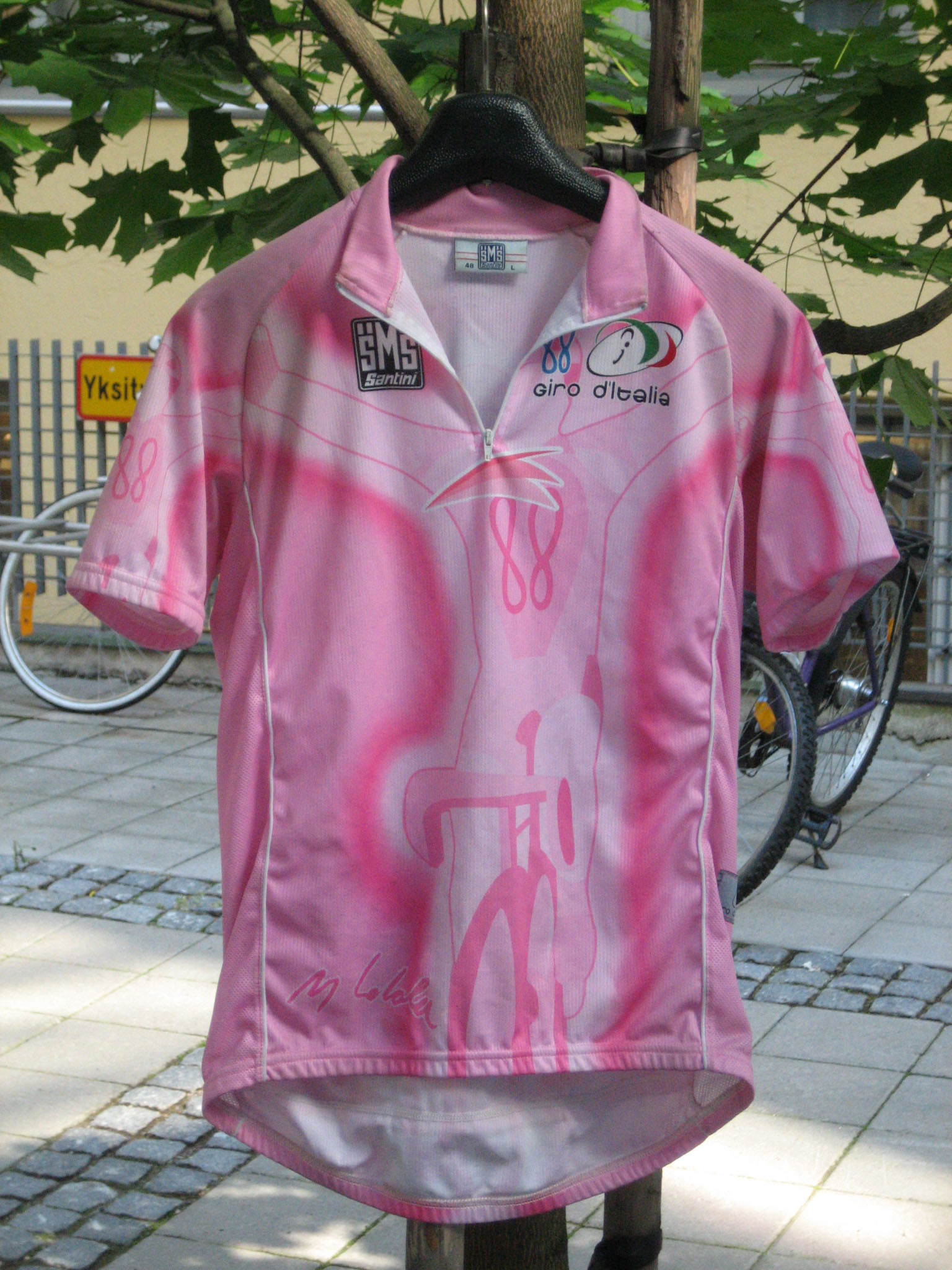
粉紅衫(pink jersey)為環義自行車賽(Giro d'Italia)的冠軍衫

Santini SMS 自1993年製作環義自行車賽冠軍衫——粉紅衫，1994年起成為國際自行車總會及世界錦標賽的自行車服贊助商，製作UCI世界錦標賽各項目的冠軍衫——彩虹衫。Santini也提供歐洲錦標賽的車衣、世界盃女子公路賽、場地單車賽、登山賽、越野賽等的領騎衫。該品牌也出品 UCI ProTour 的車衣，以及環澳自行車賽和多菲納區自行車賽的領騎衫等。Santini和UCI的合約始自1994年，迄今已逾30年。

## 歷史
| 年份      | 事件                                                                 |
| --------- | -------------------------------------------------------------------- |
| 1965      | 專注於自行車衣的製造。                                               |
| 1976      | 開始採用萊卡材質製作自行車吊帶車褲。在此之前車褲皆使用黑色羊毛製成。 |
| 1993      | 與環義自行車賽(Giro d’Italia)的長期合作，製作環義冠軍衫的粉紅衫。    |
| 1994      | 成為UCI世界錦標賽彩虹衫與UCI世界盃冠軍衫，官方贊助單位。             |
| 1999/2000 | 與澳洲國家自行車隊的長期合作關係。                                   |
| 2017      | 與環西自行車賽合作                                                   |

## 贊助車隊
Santini SMS 同時也是不少職業車隊的自行車服贊助商：
- Belkin Pro Cycling Team（英语：Belkin Pro Cycling Team）
- La Vie Claire（英语：La Vie Claire）
- Mercatone Uno（英语：Mercatone Uno）
- Acqua & Sapone（英语：Acqua & Sapone）
- Selle Italia（英语：Selle Italia）
- Lampre-Fondital / Lampre-NGC
- Team Katusha（英语：Team Katusha）
- Diquigiovanni-Androni Giocattoli（英语：Androni Giocattoli）
- GreenEdge（英语：Greenedge）
- Vacansoleil-DCM（英语：Vacansoleil-DCM）
- Australian national team
- Irish national team
- CatfordCC Equipe/Banks
- AMKO Sport (1982)

## 外部連結
- Santini(義大利)的官方网站
- Santini(義大利)的Instagram
- Santini(中文)的官方网站
- Santini義大利專業自行車服（页面存档备份，存于）的Facebook粉絲專頁